# Puerto Jiménez FC
El Puerto Jiménez FC es un equipo de fútbol de Costa Rica que juega en la Segunda División de LINAFA, la cuarta categoría de fútbol en el país.

## Historia
Fue fundado el 27 de noviembre de 2013 en el distrito de Puerto Jiménez del cantón de Golfito en la provincia de Puntarenas, el cual cuenta con secciones en otras categorías menores de fútbol en Costa Rica.
En la temporada 2014/15 el club logra jugar por primera vez en la Primera División de LINAFA, la máxima categoría de fútbol aficionado de Costa Rica, pero el club desciende en la temporada 2015/16.

## Palmarés
- Segunda División de LINAFA - Puntarenas: 1

2013/14